# モーターマガジン
モーターマガジン（Motor Magazine）は、日本の自動車雑誌である。
発行元は、モーターマガジン社（東京都港区）。創刊は1955年であり、現存する日本の自動車雑誌としては最も長い歴史をもつもののひとつとなっている。刊行形式は月刊であり、毎月1日発売、一冊定価は1000円（税抜）。